# Security Engineering
Security Engineering ist ein Fachgebiet der Informatik, welches Techniken für das sichere Programmieren von Software sowie Instrumente zur Abwehr und Analyse von Angriffen und Bedrohungen von IT-Systemen bereitstellt und fortentwickelt. Die Grundlage bildet der Sicherheitsprozess der IT-Grundschutz-Kataloge des Bundesamtes für Sicherheit in der Informationstechnik (BSI). Daneben werden die Phasen der Konstruktion eines IT-Systems erläutert und allgemeine Prinzipien für die Konstruktion von Computerprogrammen, z. B. die Verwaltung von Benutzerrechten (genauer: Zugriffsrechten der Benutzer) definiert. Der grundlegende Ablauf ist die Ermittlung des Schutzbedarfs und die Darstellung von Schadensszenarien, eine Bedrohungsanalyse, eine Risikoanalyse, die Durchführung von Penetrationstests und die Darstellung in einem Sicherheitskonzept, welches auch im laufenden Betrieb ständig geprüft und anhand neuer Erkenntnisse fortentwickelt wird.
In der Wirtschaft werden die Techniken im Rahmen des Security Development Lifecycle (SDL) angewandt.
Den rechtlichen Rahmen bildet die EU-Datenschutzrichtlinie 95/46/EG, das Bundesdatenschutzgesetz (BDSG), das Telemediengesetz (TMG) und das Gesetz zur Kontrolle und Transparenz im Unternehmensbereich (KonTraG).